# Herman Hauser
Hermann Hauser I (1882 – 1952) è stato un liutaio tedesco.

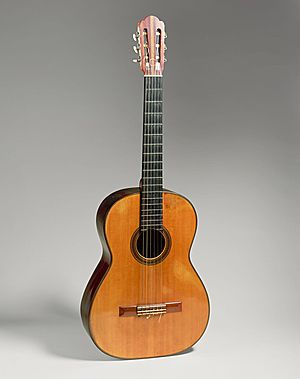
La chitarra Hauser del 1937, suonata per molti anni da Andrés Segovia (New York, Metropolitan Museum)

È stato uno dei più importanti costruttori di chitarre del '900.

## Biografia
Proveniente da una famiglia con tradizioni liutarie, apprese il mestiere nel laboratorio del padre Josef, titolare anche di una casa editrice musicale, fino a succedergli nella gestione dell'attività. Hermann si specializzò nella costruzione di chitarre e liuti ed introdusse importanti innovazioni strutturali. Tra i tipi di chitarre, che Hauser costruiva, vi erano il modello Vienna e il modello Monaco; inoltre, particolarmente acclamati erano il Terz, il Prim e il raro Quintbass, tutti dotati di qualità sonore eccezionali. Dal 1952 la maggior parte dell'attività passò nelle mani del figlio Hermann II.

## Attività
Grande celebrità gli derivò dalla lunga collaborazione con Andrés Segovia. Per il Maestro spagnolo Hauser costruì diverse chitarre; tra esse, quella datata 1937 fu il risultato più felice e venne suonata da Segovia per moltissimi anni; attualmente è custodita al Metropolitan Museum di New York.
Solo tre furono gli italiani possessori di una sua chitarra: Benvenuto Terzi di Bergamo, Benedetto di Ponio di Roma e Sora Orlando di Lecco.